# Джон Пол Джонс
Джон Пол Джонс (англ. John Paul Jones, справжнє ім'я — Джон Болдуїн, англ. John Baldwin, нар. 3 січня 1946, Сідкап, Кент, Англія) — англійський музикант-мультиінструменталіст, відомий як басист та клавішник рок-гурту Led Zeppelin. Останнім часом веде успішну сольну кар'єру та виступає як продюсер.
Окрім бас-гітари й клавішних Джонс грає на віолончелі, гітарі, кото, арфі, гавайській гітарі, ситарі та багатьох інших незвичайних інструментах. Особливо відомими є його партія блокфлейти у «Stairway to Heaven».

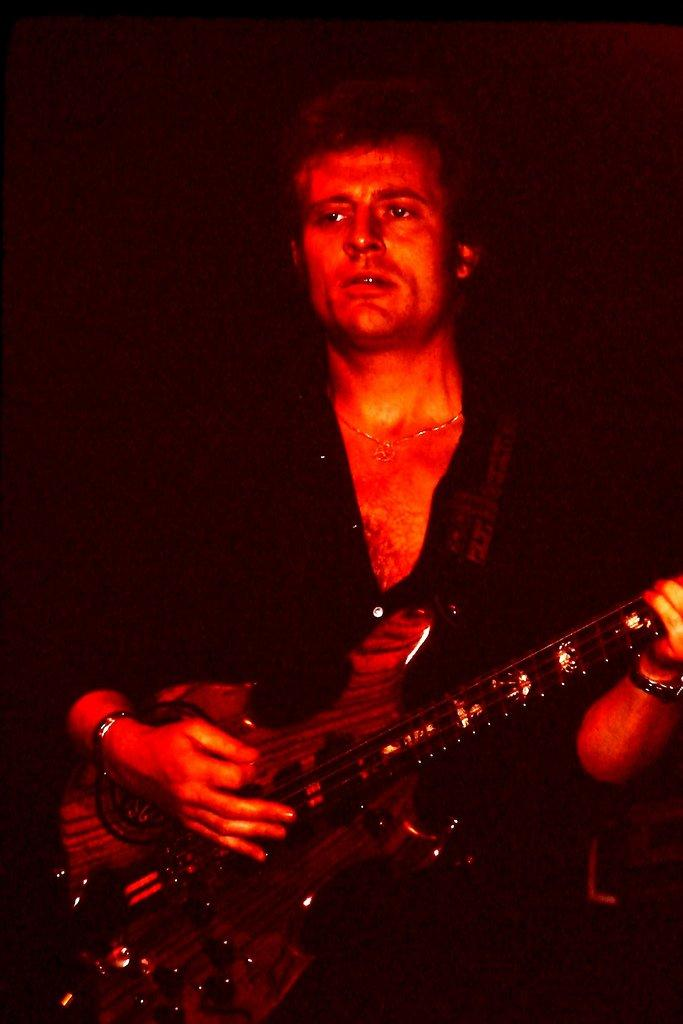
У складі Led Zeppelin (Мангейм, 1980)

## Сольна дискографія
- Zooma (1999)
- The Thunderthief (2001)